# یاتسویچه
یاتسویچه (به لاتین: Jacewicze) یک روستا در لهستان است که در گمینا بیلسک پودلاسکی واقع شده‌است.